# Новое Клиново
Новое Клиново (укр. Нове Клинове) — село в Пийтерфолвовской общине Закарпатской области Украины.
Население по переписи 2001 года составляло 314 человек. Почтовый индекс — 90365. Телефонный код — 03141. Занимает площадь 1,627 км². Код КОАТУУ — 2121282406.

## Местный совет
90365, с. Неветленфолу, вул. Фогодо, 36